# Microplia
Microplia (лат.) — род усачей трибы Acanthocinini из подсемейства ламиин.

## Описание
Коренастые жуки с булавовидными бёдрам. От близких групп отличается следующими признаками: нижняя доля глаз короче щеки; задние голени уплощённые и густо щетинистые; скапус стебельчато-булавовидный; переднегрудь длиннее своей ширины; переднеспинка без бугорков.

## Классификация и распространение
В составе рода 2 вида. Встречаются в Южной Америке.
- Microplia agilis Audinet-Serville, 1835
- Microplia nigra Monné, 1976